# Jean-Jacques Hertz
 (novembre 2011).
Si vous disposez d'ouvrages ou d'articles de référence ou si vous connaissez des sites web de qualité traitant du thème abordé ici, merci de compléter l'article en donnant les références utiles à sa vérifiabilité et en les liant à la section « Notes et références ».
Jean-Jacques Hertz, né en juin 1956, est un guitariste et compositeur français.

## Biographie
Guitariste épris d’éclectisme (flamenco, rock, électro, jazz), Jean-Jacques Hertz, captivé depuis toujours par les attraits du folklore musical mondial, a travaillé avec de nombreux grands noms de la musique, de Touré Kounda à Khaled en passant par Amina. 
Compositeur, il a une formation classique « écriture à l’ancienne » (orchestre, composition musicale...). Son instrument de prédilection est la guitare pour lequel il consacre beaucoup de temps, et qui l’a amené à s’intéresser par la suite à de multiples instruments ethniques à cordes.
Il fait partie de la génération Kraftwerk.

## Collaborations
Très intéressé par la musique ethnique, il a mis un pied dans la world music très tôt, notamment grâce à sa collaboration avec Touré Kounda, en tant que guitariste et chef d’orchestre. Il compose et joue de la guitare dans les albums d’Amina Annabi. Il a collaboré avec Tony Allen, Martin Meissonnier, Khaled. Il a également joué sur scène avec Maceo Parker.
Jean-Jacques Hertz a également monté son propre groupe de Rock-Rythmn’blues : The groupe.
Au début des années 2000, il monte avec François Roy X-Track, maison de production et studio de musique et sound design, qui se distingue très vite par une « couleur de production » qui lui est propre, caractérisée par une grande exigence en matière de production, ainsi qu’une grande oreille ouverte aux musiques du monde et à la nouveauté.
X-Track va produire des bandes originales de films cinémathographiques (Jan Kounen, Julien Leclercq…) et d’habillage musical de chaines télé (France 3, Canal J, Lci…)
Spécifiquement, chez X-Track, il se charge du traitement des harmonies, écriture d’orchestre… se sert beaucoup du clavier qui est son deuxième instrument.  
Il a collaboré trois ans avec Jan Kounen et s'est occupé de la captation des documentaires : Darshan et de D'autres mondes. Pour la BO de Blueberry, il a travaillé avec un groupe mongol Altaï Khangaï, ainsi qu'avec le violoniste indien Johar Ali Khan. Il a par ailleurs composé des titres pour le film Made in Jamaica avec Elephant Man, Bounty Killer, Lady Saw, Brick and Lace et a composé avec François Roy la musique du ballet RVB 21 de Nicolas Le Riche, avec lequel ils ont travaillé en étroite collaboration. 
Il a également collaboré à la cérémonie des JO de 1993 avec Martin Meissonnier (Philippe Decouflé). Leur travail a alors obtenu une victoire de la Sacem.

## Filmographie
- L’Assaut de Julien Leclercq (2010)
- Rodéo de Clara & Laura Laperrousaz (2010)
- La Nouvelle Expédition Darwin de Vincent Amouroux et Franck Pitiot (Canal + Nouvelle Trilogie) (2010)
- En Attendant Demain (Canal + Nouvelle Trilogie) (2009)
- 8 (segment The Story of Panshin Beka) de Jan Kounen (2008)
- Tony Zoreil de Valentin Potier (2008)
- 99 Francs de Jan Kounen (2007)
- Chrysalis de Julien Leclerc (2007)
- Made in Jamaica de Jérôme Laperrousaz (2007)
- WWW. What A Wonderful World de Faouzi Bensaïdi (2006)
- Les Multiples de Julien David (Canal + Nouvelle Trilogie) (2006)
- Turbulences de Nicolas Hourès (Canal + Nouvelle Trilogie) (2006)
- Darshan, l'étreinte de Jan Kounen (2005)
- Blueberry- L'Éxpérience secrète de Jan Kounen (2004)
- D'autres mondes de Jan Kounen (2003)
- RVB 21 de Nicolas Le Riche, ballet chorégraphique (2000)
- Nicolas Le Riche Danseur Étoile de Jérôme Laperrousaz (Arte) (1999)
- Michael Kael contre la World Company de Christophe Smith (1998)
- Dobermann de Jan Kounen (1997)
- La Bouche de Jean-Pierre de Lucile Hadzihalilovic (1996)
- Le Dernier Chaperon de Jan Kounen (1996)
- A l'Arraché de Christophe Smith (1995)
- Capitaine X de Jan Kounen (1994)
- Vibroboy de Jan Kounen (1994)
- Musique de la flamme des JO d’Albertville (1992)